# Squaw Island
Squaw Island est une île du lac Michigan, située dans l'archipel de l'île Beaver, au nord-est de Whiskey Island (en) et à l'ouest de Garden Island dans le Comté de Charlevoix.
L'historique phare de Squaw Island est situé à la pointe nord de l'île.

## Galerie

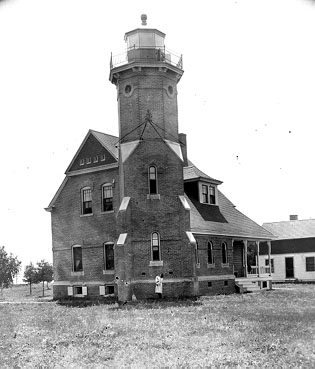
Le phare